# Brodersdorf
Brodersdorf ist eine Gemeinde im Kreis Plön in Schleswig-Holstein.

## Geografie und Verkehr
Brodersdorf liegt etwa 12 km nordöstlich von Kiel und etwa 2 km landeinwärts von Laboe an der Bundesstraße 502 von Kiel über Schönberg nach Lütjenburg. Der Ort ist über mehrere Buslinien an den öffentlichen Kieler Personennahverkehr angebunden.

## Geschichte
Im Jahre 1286 war Conrad Bocholt Propst des Klosters Preetz. Er legte damals ein Verzeichnis des klösterlichen Besitzes an. In diesem Register wird das Dorf zum ersten Mal schriftlich erwähnt.
Die Ortsnamenforscher erklären übereinstimmend Dorf des Broder als Namensherkunft. Dabei wird Broder als Eigenname bezeichnet. Offen ist, ob Broder nur der Gründer war oder auch der erste Besitzer des Dorfes gewesen ist.
Die erste Volkszählung fand 1803 statt. Es wurden 39 Familien und 191 Einwohner gezählt. Viele von ihnen waren Tagelöhner und Handwerker, die keine eigene Kate besaßen und auf den Höfen der sieben Vollbauern arbeiteten. In den folgenden Jahren war eine starke Zunahme der Handwerker zu verzeichnen. Um 1860 gab es drei Weber, einen Tischler, einen Rademacher, drei Schuster, einen Schmied und einen Mauermann. Sie fanden ihr Auskommen in der Arbeit für die Einwohner Brodersdorfs und der umliegenden Dörfer.
Die Gemeinde gehörte dem Amt Probstei-West an. Seit dessen Auflösung zum 1. Juni 1970 ist sie Teil des Amts Probstei.

## Politik

### Gemeindevertretung
Bei der Kommunalwahl 2023 errang die Wählergemeinschaft Gemeinsam für Brodersdorf erneut alle neun Sitze in der Gemeindevertretung. Die Wahlbeteiligung betrug 67,9 Prozent.

### Wappen
Blasonierung: „Durch einen silbernen Balken von Blau und Rot geteilt. Oben zwei auswärts geneigte silberne Buchenblätter, unten eine übereck gestellte silberne Egge mit dem Anhängehaken an der linken Ecke.“

## Wirtschaft
Die Gemeinde ist überwiegend landwirtschaftlich geprägt. Durch die Nähe zu Laboe und Kiel steigt jedoch der Bevölkerungsanteil der Arbeitspendler.

## Sehenswürdigkeiten
- 2008 wurde auf der Fläche einer ehemaligen Kreisstraße, die nach dem Ausbau der Bundesstraße 502 zur Sackgasse geworden war, ein Baumerlebnispfad mit mehr als 60 verschiedenen Baumarten angelegt.[5]

- Der östliche Teil des Gemeindegebietes ist Teil des Landschaftsschutzgebietes (LSG) Hagener Au von Probsteierhagen bis zur Einmündung in die Ostsee und Umgebung sowie die Ostseeküste zwischen Laboe und Stein.
- Die Hagener Au und deren Uferbereiche im Gemeindegebiet sind Teil des europäischen NATURA 2000-Schutzgebietes FFH-Gebiet Hagener Au und Passader See.[6]

Siehe auch Liste der Kulturdenkmale in Brodersdorf